# 纖尾錐齒潛魚
纖尾錐齒隱魚（学名：Pyramodon ventralis），又名纖尾錐齒潛魚，为隱魚科錐齒潛魚屬下的一个种。分布于印度西太平洋區，包括日本、印尼、澳洲、紐西蘭、新喀里多尼亞海域，棲息深度184-470公尺，體長可達18.1公分，為底棲性魚類，生活在大陸坡，屬肉食性，罕見。

## 擴展閱讀
維基物種上的相關：纖尾錐齒潛魚